# Sid und Nancy
Sid und Nancy ist ein biografischer Spielfilm aus dem Jahr 1986. Erzählt wird die Liebesgeschichte zwischen Nancy Spungen und dem Sex-Pistols-Bassisten Sid Vicious. Regie führte der Brite Alex Cox. Seine Uraufführung feierte der Film auf den Internationalen Filmfestspielen von Cannes 1986.

## Handlung
Es ist der 12. Oktober 1978: Sid Vicious sitzt auf seinem Bett im Zimmer des Chelsea Hotels in New York und wird von der Polizei zu einer Frau befragt, die blutüberströmt und leblos im Badezimmer liegt. Er wird verhaftet, auf eine Polizeistation gebracht und verhört. Hier beginnt die Rückblende, in der Sid seine Beziehung zu Nancy Spungen Revue passieren lässt. 
Sid und Johnny Rotten randalieren betrunken durch Londons Straßen und treten auf der Motorhaube stehend, die Windschutzscheibe eines teuren Rolls-Royce ein, um einen darin sitzenden Hund mit Farbe zu besprühen. Anschließend besuchen sie die extravagante Prostituierte Linda, bei der sie weiter trinken und einen Teller mit Bohnen essen. Hier trifft Sid zum ersten Mal auf Nancy. Er ist von ihr zunächst unbeeindruckt, lädt sie aber zu einem Konzert der Sex Pistols ein. 
Die beiden treffen sich anderntags zufällig wieder. Sid beobachtet, wie Nancy von ihrem Drogendealer abgewiesen wird und läuft ihr nach. Er hat bisher keine harten Drogen konsumiert, bittet Nancy aber, welche für ihn zu besorgen. Sie nimmt sein Geld und verschwindet. Sid wartet bei strömendem Regen auf der Straße sitzend vergeblich auf ihre Rückkehr. Tage später findet er zusammen mit einem Kumpel Nancys rosafarbenen Kleidersack auf der Straße. Als sie die Kleidung durchstöbern, erscheint Nancy. Sie ist in eine Drogenrazzia geraten und auf der Flucht. Sids Freund nimmt die beiden mit zu sich nach Hause, dort spritzen sich Nancy und Sid Heroin und verbringen die Nacht zusammen. Die beiden sind von da an unzertrennlich.
Nancy und Sid, inzwischen beide Junkies, versinken in einer Welt aus Drogen. Ständig berauscht, leben sie ihre Gefühlswelten aus Lust und Frust, Leidenschaft und Aggression aufgeputscht aus und entfernen sich immer mehr von der Realität, wobei das junge Pärchen, von allen lebenspraktischen Aufgaben des Alltags überfordert, den Haushalt einer gemeinsamen Wohnung vernachlässigt. Ferner beschränkt sich der aktive Wortschatz des Paares auf rüde Schimpfwörter wie Arschloch, Scheiße, Fuck You! und Fotze. Sid wird immer unberechenbarer und zeigt gegenüber Nancy eine Hörigkeit, die den Manager der Sex Pistols zum Eingreifen veranlasst. Er überredet Sid zur Teilnahme an einer zweimonatigen Amerikatournee, ohne Nancys Begleitung. Nancy stimmt diesem Vorhaben erst zu, als Sid dafür ein Haus versprochen bekommt. In der Band treten erste Unzufriedenheiten bezüglich des eingeschränkten musikalischen Repertoires auf, deren Ursache von Johnny und den anderen Bandmitgliedern in Sids ungenügendem Bassspiel gesehen wird, doch Manager Malcolm McLaren hält an Sid als Aushängeschild der Sex Pistols und personifizierte Ikone der Punk-Bewegung fest (Filmzitat von Malcolm McLaren, dargestellt von Schauspieler David Hayman: „Sidney ist mehr als nur ein normaler Bassist, er ist das absolute Desaster. Er ist ein Symbol, eine Metapher. Er verkörpert die ganze Dimension der nihilistischen Generation. Er ist ein Anti-Typ“).
Die Tour der Sex Pistols durch die USA ist kein Erfolg. Die Spannungen in der Band werden immer größer und Sid, der sich ohne Nancy verloren fühlt, reagiert mit Selbstverletzungen, indem er sich den nackten Oberkörper blutig ritzt, und zunehmenden Aggressionen. Die Band löst sich schließlich auf. Sid, orientierungslos ob seiner Zukunft, fliegt zurück nach London. Während des Flugs betrinkt er sich und nimmt so viele Drogen, dass er direkt nach der Landung in ein Krankenhaus eingeliefert werden muss. Nach der Krankenhausentlassung reisen Sid und Nancy zuerst nach Paris und anschließend in die USA. Dort besuchen sie Nancys Großeltern, die dem vollkommen in eine Scheinwelt aus Größenwahn und Selbstüberschätzung, Depression und Aggression abgeglittenen Paar hilflos gegenüberstehen.
Nancy versucht sich als Managerin. Es gelingt ihr, drei Konzerte für Sid zu organisieren. Diese enden desaströs, da sich Sid nicht mehr konzentrieren und auf der Bühne kaum noch auf den Beinen halten kann.
Der Drogenkonsum nimmt zu, Albträume und surreale Gedankengänge verstärken sich bei beiden. Das Paar verbringt die Tage verbarrikadiert in ihrem Zimmer des Chelsea Hotels vor dem Fernseher. Nach einem Zimmerbrand, den Nancy durch eine brennende Zigarette verursacht hat, werden sie ins Zimmer Nr. 100 umquartiert. Hier geht die Abwärtsspirale weiter und es kommt zunehmend zu gewalttätigen Auseinandersetzungen. Sid, der Nancy erklärt, nach London zurückgehen und clean werden zu wollen, wird von einer völlig hysterischen Nancy, die sich durch seine Worte bedroht fühlt, angegriffen. Im Laufe des Gerangels verletzt er Nancy mit einem Messer erheblich. Die beiden legen sich anschließend engumschlungen schlafen. Später erwacht Nancy blutüberströmt, geht ins Badezimmer und bricht dort tot zusammen.
Sid, der in der Haft einen kalten Entzug durchgestanden hat, wird auf Kaution aus dem Gefängnis entlassen. Er geht Pizza essen und trifft anschließend am Hudson River in einer surrealen Szene Nancy, die ihn in einem gelben Taxi abholen kommt. Der Film endet mit der Einblendung: „Sid Vicious died of a heroin overdose on February 2nd 1979. Nancy & Sid R.I.P.“

## Filmmusik
| Nr. | Titel                           | Interpret     |
| --- | ------------------------------- | ------------- |
| 1.  | Love Kills (Titel Track)        | Joe Strummer  |
| 2.  | Haunted                         | The Pogues    |
| 3.  | Pleasure and Pain               | Steve Jones   |
| 4.  | Chinese Choppers                | Pray for Rain |
| 5.  | Love Kills                      | Circle Jerks  |
| 6.  | Off the Boat                    | Pray for Rain |
| 7.  | Dum Dum Club                    | Joe Strummer  |
| 8.  | Burning Room                    | Pray for Rain |
| 9.  | She Never Took No for an Answer | John Cale     |
| 10. | Junk                            | The Pogues    |
| 11. | I Wanna Be Your Dog             | Gary Oldman   |
| 12. | My Way                          | Gary Oldman   |
| 13. | Taxi to Heaven                  | Pray for Rain |

## Kritik
„Die sozialen Hintergründe werden einer meist oberflächlichen Milieuschilderung geopfert, die letztlich der Legendenbildung Vorschub leistet. Die Zwiespältigkeit der für den Massengeschmack geglätteten Inszenierung zeigt sich auch in der teilweise unkonzentrierten Schauspielerführung.“

„Kultregisseur Alex Cox ("Repo Man") inszenierte diese moderne, kaputte Romeo-und-Julia-Version im Stil eines Dokudramas von hoher Authentizität. Mit der Amerikanerin Chloe Webb und dem Briten Gary Oldman standen ihm zwei brillante Darsteller für die Hauptrollen zur Verfügung.“

„Der Brite Alex Cox erzählt in seinem morbiden Porträt «Sid & Nancy» (1986), das nur sehr lose biografischen Fakten folgt, von den beiden letzten Jahren des Sex-Pistols-Bassisten Sid Vicious in schrillen Farben und Tönen […] Dabei hält der Blick des damals 32-jährigen Briten […] nur beobachtend und recht eklektisch die äusseren Ereignisse fest, während wir über die psychologischen Zusammenhänge kaum Vermutungen anstellen können.“

„Cox und seinen Schauspielern gelingt das Bravourstück, in einem Film voller Lärm und Wut eine präzise Geschichte zu erzählen […] Das erstaunliche an «Sid und Nancy» sind die vielen subtilen Einblicke, die uns der Film in die Beziehung gewährt […] Unter all ihrem Leder und ihren Ketten, unter den zerrissenen T-Shirts und stahlbeschlagenen Stiefeln wird eine zutiefst konventionelle Beziehung zwischen einer ehrgeizigen Frau und einem Mann, der noch ein Kind war, sichtbar.“

## Hintergrund
In Sid und Nancy spielt Courtney Love, die Sängerin und Gitarristin der Grunge-Rock-Band Hole sowie spätere Witwe von Grunge-Rock-Musiker Kurt Cobain, ihre erste Filmrolle als Nancys in New York City lebende Freundin Gretchen. Als Arbeitstitel trug der Film den Namen Love Kills, der teilweise als Untertitel weitergeführt wird. Während der Casting-Phase überlegte Regisseur Alex Cox anfangs, die männliche Hauptrolle des Sid Vicious mit dem Schauspieler Daniel Day-Lewis zu besetzen. Bezogen auf die Rolle des Sid Vicious zeigte Schauspieler Gary Oldman, da er sich nicht mit dieser Figur identifizieren konnte und die britische Punk-Bewegung nie aufmerksam verfolgt hat, zuerst keinerlei Interesse und lehnte deshalb, als klassisch ausgebildeter Schauspieler, der vom seriösen Theater kommt, das Rollenangebot zweimal ab. Sein Agent und die Gage überzeugten Oldman schließlich doch, die Rolle zu übernehmen. Um optisch dem spindeldürren Erscheinungsbild von Sid Vicious nahezukommen, nahm Oldman in der Folge stark an Körpergewicht ab, mithilfe einer Diät basierend auf gedämpftem Fisch und Wassermelone. Ursprünglich bewarb sich Courtney Love um die weibliche Hauptrolle der Nancy Spungen, stattdessen schuf Regisseur Cox jedoch kurzerhand im Drehbuch die kleine Nebenrolle des amerikanischen Junkie-Mädchens Gretchen eigens für Love, denn die Investoren des Films hatten die Vorgabe gemacht, die Hauptrolle mit einer bereits erfahrenen Schauspielerin zu besetzen. Im Jahr darauf, 1987, durfte Courtney Love eine der Hauptrollen in dem Film Straight to Hell unter Regisseur Alex Cox übernehmen. Im Vorfeld der Produktion hatte Anne Beverley, die Mutter von Sid Vicious, versucht, den Dreh des Spielfilms zu verhindern. Nach einem klärenden Treffen mit Regisseur Alex Cox änderte Anne Beverley ihre Meinung und vermachte Hauptdarsteller Gary Oldman eine Metallhalskette mit Vorhängeschloss aus dem Privatbesitz ihres Sohnes, damit Oldman die Halskette im Film tragen kann. Wie ihr Sohn Sid starb auch Anne Beverley am 6. September 1996 an einer Überdosis Heroin.
In einem kurzen wortlosen Gastauftritt erscheint im Film Sid and Nancy der Punk-Rock-Sänger Iggy Pop, als Ehemann des weiß gekleideten Ehepaars, das von dem Direktor durch das Chelsea Hotel geführt wird, nachdem Sid Vicious dort die Treppe heruntergefallen ist. Während der Filmhandlung singt Schauspieler Gary Oldman eigene Interpretationen der Songs I Wanna Be Your Dog von Iggy Pop and The Stooges und My Way von Frank Sinatra. Darüber hinaus erklingt im Film der Hard-Rock-Song Paranoid von Black Sabbath. Gegen Ende des Abspanns bedankt sich das Filmteam unter dem Abschnitt Special Thanks To bei etlichen Personen, darunter Joe Strummer, Lech Kowalski, Luis Buñuel und Dee Dee Ramone.
Im Jahre 2007 offenbarte der Gitarrist Slash in seiner just erschienenen Autobiographie, dass sämtliche Mitglieder seiner Hard-Rock-Band Guns n’ Roses unabhängig voneinander angefragt worden waren, im Film Sid and Nancy eine Nebenrolle zu übernehmen für eine Szene in einem schummrigen Musikclub. Zwar reisten alle Bandmitglieder zum Vorsprechen an, doch nur Gitarrist Slash blieb bis zum Schluss der Probeaufnahmen während des Castings.
In seiner Autobiographie Johnny Rotten – No Irish, No Blacks, No Dogs: Mein Leben mit den Sex Pistols, die 1995 im Verlag Hannibal erschien, schildert John Lydon, der unter dem Künstlernamen Johnny Rotten der Sänger der Sex Pistols ist, sein tiefes Missfallen gegenüber dem Spielfilm Sid and Nancy in deutlichen Worten. Lydon kritisiert, dass ihn Regisseur Alex Cox nie kontaktiert habe in Bezug auf die Realisierung des Filmprojekts und stattdessen Joe Strummer, den Sänger von The Clash, als sachkundigen Berater hinzugezogen habe. Nur Nebendarsteller Andrew Schofield, der im Film den rothaarigen Johnny Rotten spielt, habe sich mit ihm in New York City getroffen, um über das Drehbuch zu sprechen, als der Film bereits fertig war. Hinterher lud das Filmteam John Lydon zu einer offiziellen Filmvorführung von Sid and Nancy ein, im Anschluss daran habe John Lydon zu Regisseur Alex Cox gesagt, als sich die beiden im Rahmen der Vorführung erstmals trafen, dass man ihn, den Regisseur, erschießen sollte. Ferner stört sich Lydon an dem im Original englischsprachigen Film zu hörenden Scouse-Akzent von Darsteller Andrew Schofield, der seiner eigenen Sprechweise nicht entspreche. Nicht zuletzt hält Lydon dem Film vor, ihn zu verleumden, damals eifersüchtig und neidisch auf Nancy Spungen wegen ihrer Beziehung mit Sid Vicious gewesen zu sein, was nicht wahr sei. Lediglich jene Szenen, die im heruntergekommenen Chelsea Hotel in New York City spielen, seien nach Meinung von Lydon positiv zu erwähnen. Außerdem hält John Lydon Gary Oldman für einen sehr guten Schauspieler, der jedoch in seiner Rolle nicht den wahren Charakter von Sid Vicious schauspieltechnisch treffe.

## Auszeichnungen (Auswahl)
- Chloe Webb wurde 1987 mit dem National Society of Film Critics Award und mit dem Boston Society of Film Critics Award als Beste Hauptdarstellerin ausgezeichnet.
- Gary Oldman erhielt 1987 den Evening Standard British Film Award in der Kategorie Vielversprechendste Nachwuchsleistung.
- Alex Cox wurde 1987 auf dem São Paulo International Film Festival mit dem Critics Award geehrt.

Die Zeitschrift Rolling Stone führt den Film in ihrer Liste The 25 Best and Worst Biopics in der Kategorie best. 
Die britische Zeitschrift Shortlist wählte den Film auf Platz neun der 10 besten Musikerbiografien.